# Лютви Руси
Лютви Руси (на албански: Lutvi Rusi; на македонска литературна норма: Љутви Руси) е участинк в комунистическата съпротива във Вардарска Македония, а по-късно македонски писател и преводач от и на албански език.

## Биография
Роден е на 21 януари 1923 година в град Дебър. Влиза в НОВМ и става политически комисар на Дебърския младежки батальон. През 50-те години става журналист. След това става редактор на емисиите на албански език на Радио Скопие. През 1967 година заедно с Миле Кьорвезироски написва първия македонско-албански речник. От 1953 година става член на Дружеството на писателите в Македония. Носител е на Партизански възпоменателен медал 1941 година. В негова чест Дружеството на писателите в Македония има идея да нарече улица в Скопие.